# Touret Memorial
Het Touret Memorial is een Brits oorlogsmonument gelegen in de gemeente Richebourg in het Franse departement Pas-de-Calais. Het ligt binnen het terrein van de Le Touret Military Cemetery en beslaat het oostelijke deel van deze begraafplaats. De herdenkingsplaats is gebouwd als een loggia met een open plein dat aan drie zijden omgeven is door een muur en aan de oostelijke zijde door een zuilengang. Deze gang loopt noord en zuidwaarts verder en eindigt aan beide uiteinden met een paviljoen net zoals aan de hoeken van de westelijke zijde van het plein. Aan de wanden van de galerij en de muren van het plein zijn panelen aangebracht met de namen van 13.394 militairen die in deze sector van het Westelijk Front tussen oktober 1914 en september 1915 gesneuveld zijn maar geen gekend graf hebben.
Dit Memorial werd ontworpen door John Truelove die zelf als officier bij het London Regiment dienstdeed tijdens de oorlog. Het monument wordt onderhouden door de Commonwealth War Graves Commission.

## Geschiedenis
Na de oorlog werden de namen van Britse militairen die aan dit deel van het front, dat liep van Estaires tot Grenay, sneuvelden vóór september 1915 en geen gekend graf hadden in dit monument gebeiteld. De Canadese en Indische slachtoffers, worden respectievelijk in het Vimy Memorial in Givenchy-en-Gohelle en het Neuve-Chapelle Memorial in Neuve-Chapelle herdacht.
Het monument werd door Lord William George Tyrrell (Brits ambassadeur in Frankrijk) onthuld op 22 maart 1930.

## Bijzondere namen

### Onderscheiden militairen
Er worden vier dragers van het Victoria Cross (VC) vermeld. Deze zijn:
- Abraham Acton, soldaat bij het 2nd Bn. Border Regiment, gesneuveld op 16 mei 1915. Hij was 21 jaar.
- William Anderson, korporaal bij het 2nd Bn. Yorkshire Regiment, gesneuveld op 13 maart 1915. Hij was 29 jaar.
- Edward Barber, soldaat bij het 1st Bn. Grenadier Guards, gesneuveld op 12 maart 1915. Hij was 22 jaar.
- Jacob Rivers, soldaat bij het 1st Bn. Sherwood Foresters (Notts and Derby Regiment), gesneuveld op 12 maart 1915. Hij was 32 jaar.

Zeven officieren werden onderscheiden met de Distinguished Service Order (DSO):
- de luitenant-kolonels Herbert Marshall Finch, Henry Anderson Lempriere, Edward Henry Edwin Daniell en Ernest Charles Forbes Wodehouse; majoor William Oxenham Cautley; kapitein John Beresford Campbell en luitenant Ralph Escott Hancock.
- Robert Ross Sutherland, compagnie sergeant-majoor bij de Seaforth Highlanders werd onderscheiden met het Military Cross en de Distinguished Conduct Medal (MC, DCM).
- compagnie sergeant-majoor Walter Walker werd onderscheiden met de Distinguished Conduct Medal en de Military Medal (DCM, MM) en soldaat Ernest Standley met de Military Medal (MM).
- nog 45 andere militairen ontvingen de Distinguished Conduct Medal (DCM).

### Minderjarige militairen
- er worden 2 vijftienjarige, 14 zestienjarige en 114 zeventienjarige militairen vermeld.

### Aliassen
- er worden 67 namen vermeld van militairen die onder een alias dienden.

### Gefusilleerde militairen
Er worden acht militairen vermeld die wegens desertie werden gefusilleerd. Deze zijn:
- Edward Tanner, soldaat bij het 1st Bn. Wiltshire Regiment op 27 oktober 1914. Hij was 33 jaar.
- F. Sheffield, soldaat bij het 2nd Bn. Middlesex Regiment op 12 januari 1915. Hij was 26 jaar.
- Joseph Ball, soldaat bij de 4th Coy. 2nd Bn. Middlesex Regiment op 12 januari 1915. Hij was 20 jaar.
- Thomas Cummings, soldaat bij het 1st Bn. Irish Guards op 28 januari 1915.
- Albert Smythe, soldaat bij het 1st Bn. Irish Guards op 28 januari 1915.
- James Briggs, soldaat bij het 2nd Bn. Border Regiment op 6 maart 1915.
- Alexander Sinclair (diende als John Duncan), soldaat bij het 1st Bn. Cameron Highlanders op 7 maart 1915.
- John Bell, geleider bij het 57th Bty, Royal Field Artillery op 25 april 1915.